# Juliette Buffet
Pour les articles homonymes, voir Élisabeth Buffet et Buffet.
Juliette Buffet ou Elisabeth Buffet, née le 4 avril 1892 à Nantes et morte à Ravensbrück, le 28 mars 1945, est une résistante française des Forces françaises combattantes durant la Seconde Guerre mondiale. Elle fait partie du réseau Comète.

## Biographie
Juliette Marguerite Elisabeth Buffet est née à Nantes le 4 avril 1892. Elle est la fille de Jules Buffet (1846-1921), un industriel en produits chimiques et conseiller général, et de Marie Amélie Monique Le Pesant de Boisguilbert (1860-1931). Elle est la plus jeune d'une fratrie de quatre enfants,. Elle étudie la musique et est une bonne chanteuse.
Elle épouse, le 19 octobre 1910, Henri Théodore Trollet à Arradon. Ce dernier est veuf de la petite sœur de Juliette : Marie Paule Monique Buffet (1883-1908). Après leur divorce, elle épouse, le 15 juillet 1914, Édouard Julia, homme de lettres. Parmi leurs témoins figurent Paul Doumer, sénateur, ancien ministre et futur président de la République et Joseph Noulous, ministre des finances. Ils ont une fille en 1917 puis divorcent le 26 décembre 1921 et elle se remarie avec le baron Guy Jean Marie Charles Meniolle de Cizancourt le 26 juillet 1922 avec qui elle a quatre enfants. Elle est connue sous le surnom de Tante Zabi.

### Résistance
On ne sait pas précisément quand Juliette Buffet commence à travailler avec la résistance mais à l'automne 1943, elle fait partie du réseau Comète, un réseau de sauvetage d'aviateurs alliés abattus. Créé en Belgique par Andrée De Jongh et Arnold Deppé, le réseau fournit des faux papiers aux personnes à évacuer et les conduit jusqu'en Espagne et Gibraltar à travers la France,,.
Entre autres actions, Juliette Buffet accueille dans son logement au 93 rue de Courcelles des aviateurs britanniques en route pour l'Espagne via la route d'évasion de Comète.

### Arrestation et déportation
Le 3 mars 1944, elle est arrêtée à son domicile par la Gestapo.
Elle fait partie du transport du 25 mai 1944 au départ de Paris, est détenue à Neue Bremm puis transférée à Ravensbrück. Elle y arrive le 17 juin 1944 et est enregistrée sous le matricule 42085,.
La nièce de Juliette Buffet, Marie-Rose Buffet, apprend après la guerre, par des survivants, qu'elle chantait dans le train des déportés pour réconforter ses compagnes. 

### Décès
Élisabeth Buffet est assassinée, gazée, dans le camp de concentration de Ravensbrück. La date de mort mentionnée dans le Journal officiel est le 1er juin 1944 (avec Sarrebrück comme lieu de décès) mais elle n'est arrivée à Ravensbrück que le 17 juin 1944 et des survivants de Ravensbrück rapportent l'avoir vue en février 1945, trois mois seulement avant la fin de la guerre en Europe, lorsqu'elle est emmenée au camp voisin où se trouvent la chambre à gaz et les fours, et dont personne n'est jamais revenu. Il semble donc que les dates du 28 mars ou 28 avril souvent mentionnées soient plus proches de la vérité,. 
La mention Morte en déportation est apposée sur son acte de décès par arrêté du 15 septembre 2005.

## Hommages
Une plaque est apposée sur son domicile au 93 rue de Courcelles à Paris[réf. nécessaire]